# Ebba D. Drolshagen

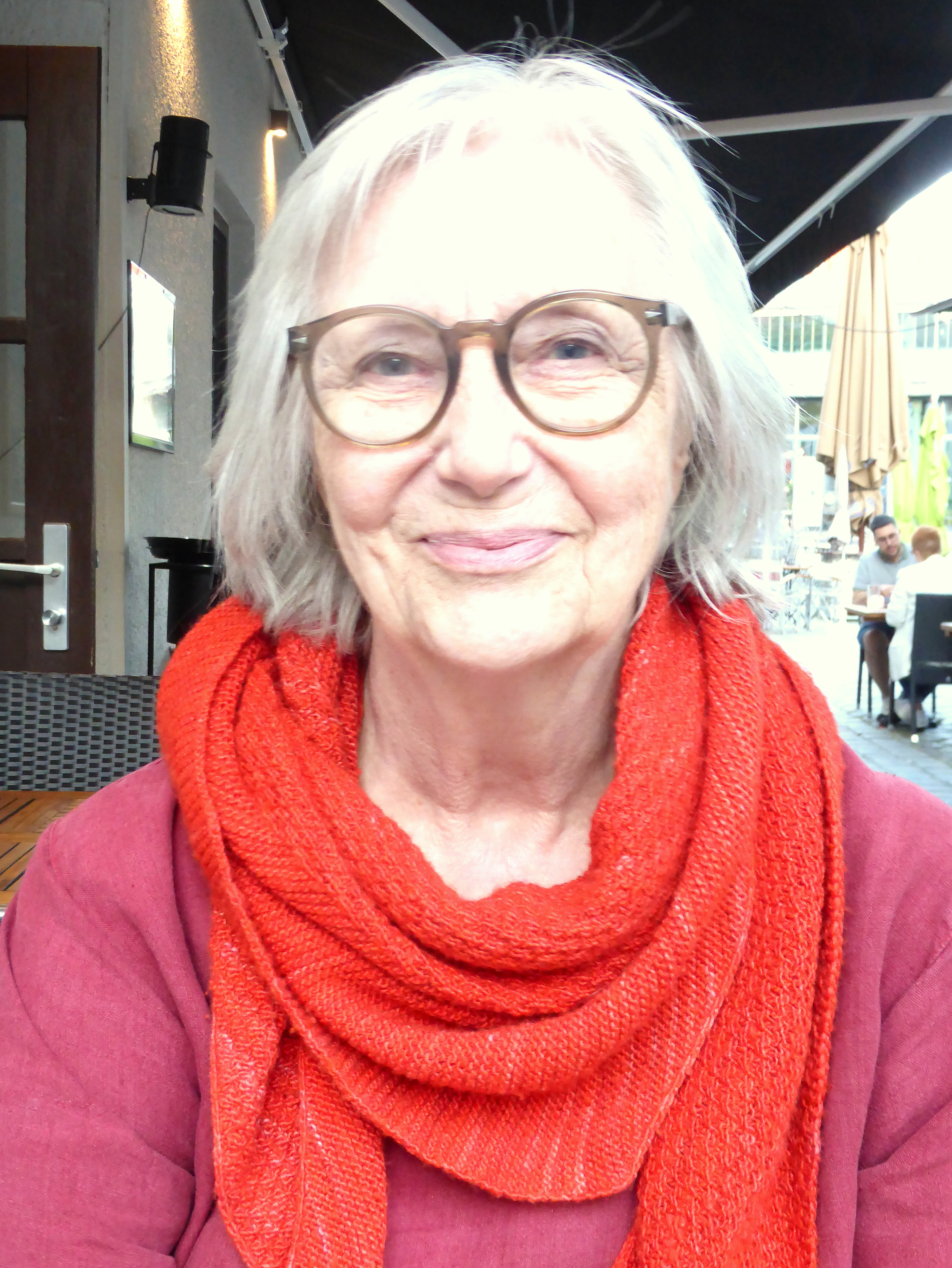
Ebba D. Drolshagen (2023)

Ebba D. Drolshagen (* 11. Oktober 1948 in Büdingen/Hessen) ist eine deutsche Übersetzerin und Publizistin. 

## Leben
Ebba Dagmar Drolshagen wurde in Büdingen als Tochter eines deutschen Arztes und einer Norwegerin geboren. Nach dem Tod ihres Vaters lebte sie bis 1953 mit ihrer Mutter in Ålesund an der norwegischen Westküste, danach kehrte ihre Mutter mit ihr nach Büdingen zurück. Sie studierte Anglistik und Germanistik mit Schwerpunkt Linguistik in Frankfurt am Main und Chicago. Seit 1985 übersetzt sie Sachbücher und Literatur aus dem Englischen, Norwegischen und Dänischen ins Deutsche. Seit 1987 ist sie auch selbst als Buchautorin tätig. Zudem arbeitet sie als Publizistin und Rundfunkjournalistin und hält Vorträge. Einige Jahre lang arbeitete sie als freie Reisejournalistin. 
Drolshagen lebt in Frankfurt am Main und in Oslo.
Drolshagen widmet sich in ihren Büchern unterschiedlichen Themen: Nachdem sie 1985 über die Geschichte des Frankfurter Hauptfriedhofs geschrieben hatte (Der Melancholische Garten, Fotos ebenfalls von Ebba D. Drolshagen), begann sie wenige Jahre später, sich in Vorträgen, Artikeln und schließlich dem Buch Des Körpers neue Kleider mit dem Schönheitsideal unserer Zeit zu beschäftigen. Das Thema griff sie Jahre später in ihrem Buch Ich will aussehen wie ich selbst. Nur schöner wieder auf.
Der zweite große Bereich ihres Interesses gilt dem Zweiten Weltkrieg, vor allem dem Zusammenleben der deutschen Wehrmachtssoldaten und der Zivilisten der besetzten Länder Nord- und Westeuropas. Drolshagen schrieb über die einheimischen Geliebten der Soldaten (Nicht ungeschoren davonkommen), die Kinder aus solchen Beziehungen (Wehrmachtskinder) sowie über private Kontakte zwischen Soldaten und Zivilisten generell (Der freundliche Feind). Diese Bücher sind jeweils die ersten deutschsprachigen Bücher, die zu den jeweiligen Themen erschienen sind. 
Das Buch Zwei rechts, zwei links (2017) ist eine Kulturgeschichte des Handstrickens. 
Drolshagen ist Mitglied im Verband deutschsprachiger Übersetzer (VdÜ).

## Werke
- Der melancholische Garten, Frankfurt am Main 1987
- Des Körpers neue Kleider, Frankfurt (Main) 1995
- Nicht ungeschoren davonkommen, Hamburg 1998
- Wehrmachtskinder, München 2005
- Gebrauchsanweisung für Norwegen, München [u. a.] 2007; Neuauflage 2019
- Ich will aussehen wie ich selbst – nur schöner!, München 2007
- Der freundliche Feind, München 2009
- Immer noch kein Land in Sicht, München 2012 (Sonderedition unter dem Titel: Wie man sich allein auf See einen Zahn zieht, Wiesbaden 2015)
- "Smoke got in our eyes." Erinnerungen an Bergneustadt, in: Souveräne Brückenbauer. 60 Jahre Verband der Literaturübersetzer VdÜ. Sonderheft Sprache im technischen Zeitalter, SpritZ. Im Auftrag des Verbands deutschsprachiger Übersetzer literarischer und wissenschaftlicher Werke - Bundessparte Übersetzer des VS in ver.di, Hrsg. Helga Pfetsch. Böhlau, Köln 2014 ISBN 9783412222840 ISSN 0038-8475 S. 209–222 (über die Jahrestagungen des VdÜ, damals in Bergneustadt, heute Wolfenbütteler Gespräche)
- Zwei rechts, zwei links: Geschichten vom Stricken, Berlin 2017

## Herausgeberschaft
- Elche unterm Weihnachtsbaum, München [u. a.] 2009 (herausgegeben zusammen mit Regine Elsässer)
- Weihnachtsglanz im Winterwald, München [u. a.] 2011 (herausgegeben zusammen mit Regine Elsässer)
- Weihnachtspunsch und Sternenzauber, München [u. a.] 2012 (herausgegeben zusammen mit Regine Elsässer)

## Übersetzungen (in Auswahl)
- Carol Anshaw: Aquamarin, Frankfurt am Main 1997
- Carol Anshaw: Christine, Frankfurt am Main 1999
- Paul Barolsky: Giottos Vater, Berlin 1996
- Judith Barrington: Wiederbelebung, Hamburg 2014
- Gertrude Bell: Das Rauschen und Tuscheln der Wüste. Reisen durch das alte Syrien, Wiesbaden 2015
- Ina Berre: In Norwegischen Landschaften. Hunting High and Low. Ausstellungs- und Katalogtexte für die gleichnamige Ausstellung im Deutschen Architekturmuseum, Frankfurt am Main 2019
- Vera Brittain: Vermächtnis einer Jugend, Berlin 2018
- Peter Burke: Die Geschicke des „Hofmann“, Berlin 1996
- Pedro Carmona-Alvarez: Später, in der Zukunft, die kommen wird, Leipzig 2013
- Susan Cheever: American Bloomsbury. Ein Leben zwischen Liebe, Inspiration und Natursehnsucht, Frankfurt am Main 2017
- Louise Collis: Leben und Pilgerfahrten der Margery Kempe, Berlin 1986
- Erik Fosnes Hansen: Oslo - mit anderen Worten. Literarische Reise in eine magische Stadt, Wiesbaden 2019
- Dave Fougner: Stricken für Männer. The manly art of knitting, Frankfurt am Main 2016
- Howard Gardner: Dem Denken auf der Spur, Stuttgart 1989
- Daniel Goleman: Meditation, Weinheim 1990
- Anthony Grafton: Fälscher und Kritiker, Berlin 1991
- James Hamilton-Paterson: Nachtblüte, Frankfurt am Main 2002
- Inger Merete Hobbelstad: Die Queen. Unsere Jahre mit Elizabeth II., Berlin 2021
- Edvard Hoem: Fährfahrten der Liebe, Mönkeberg 1987
- Edvard Hoem: Die Geschichte von Mutter und Vater, Frankfurt am Main [u. a.] 2007
- Edvard Hoem: Heimatland, Kindheit, Frankfurt am Main 2009
- Mona Høvring: Was helfen könnte, Gräfelfing 2019
- Mona Høvring: Weil Venus bei meiner Geburt ein Alpenveilchen streifte, Gräfelfing 2019
- Megan Hunter: Die Harpyie, München 2020
- Ann Jones: Frauen, die töten, Frankfurt am Main 1986
- Max Kirschner: Weinen hat seine Zeit und Lachen hat seine Zeit, Frankfurt am Main 2004
- Gunnhild Øyehaug: Ich wär gern wie ich bin, Berlin 2010
- Kåre Olsen: Vater: Deutscher, Frankfurt am Main 2002
- Roy Porter: Kleine Geschichte der Aufklärung, Berlin 1991
- Roy Lichtenstein, die Zeichnungen 1961–1986, München 1988
- Sharon Salzberg: Geborgen im Sein, Frankfurt am Main 1999
- Evelyn Scott: Auf der Flucht, Frankfurt am Main 1991
- Ethel Brilliana Tweedie. Ins Land der Sagas und Geysire. Ein wilder Ritt durch Island, Wiesbaden 2017
- John Tytell: Leben, Liebe, Leidenschaft, Zürich 1993
- Edith Wharton. In Marokko. Vom Hohen Atlas nach Fès – durch Wüsten, Harems und Paläste, Wiesbaden 2016
- Lisa St Aubin de Terán: Deckname Otto, Frankfurt am Main 2008

## Sonstiges
Ebba Drolshagen schrieb zahlreiche Rundfunkfeatures u. a. über die Themen Norwegen, Schönheitsideale und verschiedene Aspekte des Zweiten Weltkriegs. Außerdem ist sie Fotografin und hat viele der Jahrestagungen und Mitgliedertreffen des VdÜ dokumentiert.